# Riojavenatrix
Riojavenatrix is een geslacht van vleesetende theropode dinosauriërs, behorende tot de Spinosauroidea, dat tijdens het vroege Krijt leefde in het gebied van het huidige Spanje. De enige benoemde soort is Riojavenatrix lacustris.
Bij Igea werd in 2005 door José Ángel Torres en Luis I. Viera op de Virgen del Villar 1-vindplaats het skelet gevonden van een spinosauride. Dat gebeurde bij toeval: pastoor Félix Arnedo had in april 1986 de versteende stam van een naaldboom gevonden, welke wel gedeeltelijk blootgelegd was maar niet geborgen. Het zeldzame stuk dreigde verloren te gaan en werd in een noodopgraving veilig gesteld. Daarbij stuitte men op het theropodenskelet. Het werd in eerste instantie aangezien voor een exemplaar van Baryonyx, dat de bijnaam "Britney" kreeg. De vondst werd in 2018 summier vermeld in de wetenschappelijke literatuur en mogelijkerwijs geacht van dezelfde soort te zijn als een bovenkaaksbeen, specimen GA-2065, gevonden in 1983. Het exemplaar werd in detail bestudeerd in een proefschrift door Erik Isasmendi Mata.
In 2024 werd de typesoort Riojavenatrix lacustris benoemd en beschreven door Erik Isasmendi, Elena Cuesta, Ignacio Díaz-Martínez, Julio Company, Patxi Sáez-Benito, Luis Ignacio Viera, Angelica Torices en Xabier Pereda-Suberbiola. De geslachtsnaam verbindt een verwijzing naar La Rioja met het Latijn venatrix, "jageres". De soortaanduiding betekent "van het meer" in het Latijn, een verwijzing naar het gevonden zijn in een meerafzetting.
Het holotype, CPI 1637–1648, 1675, 1677, bestaat uit een skelet zonder schedel. Bewaard zijn gebleven: een middelste tot achterste ruggenwervel (CPI 1677), de voet van een linkerschaambeen (CPI 1675A-B), het uiteinde van een rechterzitbeen (CPI 1641A-B), het bovenste dijbeen van een rechterachterpoot, de bovenzijde van het rechterscheenbeen, de onderzijde van het linkerdijbeen, het linkerscheenbeen, het linkerkuitbeen, het linkersprongbeen, een middenvoetsbeen en teenkootjes van de linkervoet. Die zijn gevonden in lagen van de Enciscogroep die dateert uit het Barremien-Aptien, ongeveer 121 miljoen jaar oud.
De lengte van Riojavenatrix is geschat op zeven à acht meter, het gewicht op anderhalve ton.
Riojavenatrix werd binnen de Spinosauridae in de Baryonychinae geplaatst, ondanks haar jonge geologische leeftijd in een basale positie, waarop ook de driehoekige "voet" van het schaambeen wijst en het feit dat de binnenste lob van het bovenvlak van het scheenbeen niet recht naar achteren gericht is maar meer schuin naar binnen. De studie concludeerde dat, anders dan eerder aangenomen, Baryonyx niet in Spanje voorkwam.